# ثعبان الأرقم المغاربي
ثعبان الأرقم المغاربي أو ثعبان الإكليل المغاربي (الإسم العلمي:Spalerosophis dolichospilus)(بالإنجليزية: Mograbin diadem snake) هو من ثعبان في عائلة الأحناش, هذا النوع مستوطن في شمال غرب أفريقيا .

## الإنتشار والموطن
يمكن العثور على ثعبان الأرقم المغاربي في  المغرب و الجزائر و تونس و هو يحب العيش في المناطق شبه إستوائية و الأراضي الصخرية و السهول و المراعي

## الوصف
أقصى طول ينمو إليه ثعبان الأرقم المغاربي هو 150 سم و لونه برتقالي مع بقع دائرية ذات لون بني على طول ظهره و جانبيه و هو ثعبان رشيق و يتحرك بسرعة خصوصا في المناطق الصخرية و هو غير سام.

## الغذاء
يقتات هذا الثعبان بالقوارض و الزواحف و الطيور الصغيرة .